# Ouarizane
Ouarizane è un comune dell'Algeria, situato nella provincia di Relizane.